# Diorama (band)
Diorama is een Duits muziekproject, opgericht in 1996. De teksten zijn voornamelijk Engelstalig.
De stijl kan gekenmerkt worden als een crossover tussen electropop, darkwave, alternatieve rock en gothic. De eerste stukken van Diorama neigen sterk naar de muziek van Diary of Dreams, maar naarmate de band langer bestaat krijgen ze een meer eigen stijl. 

## Geschiedenis
Torben Wendt (1977) besloot in 1996 zijn muzikale voorgeschiedenis in de punk en trance te laten voor wat het is en richtte Diorama op. Met de demo Leaving Hollywood trekt de band de aandacht van Accession Records. Diorama tekent bij het label en Adrian Hates (de man achter Diary of Dreams) produceert de volgende albums.
In 1999 verschijnt het debuutalbum Pale. Twee jaar is er aan gewerkt. Het is een terughoudende en voornamelijk rustig album. Ondanks het stille karakter van de cd werd het een succes in binnen- en buitenland. 
In 2000 ging Diorama als voorprogramma van Diary of Dreams op tournee. In het daaropvolgende jaar werd Her Liquid Arms uitgebracht, dat sterk verschilt van het eerste album. Er staan clubhits op zoals Her Liquid Arms en Advance, en is meer elektronisch. Het album bereikte de top tien van de Deutsche Alternative Charts (DAC). Felix Marc, die als co-producent en zanger meewerkt aan de cd, ondersteunde zijn oude vriend. 
De eerste helft van 2002 gebruikte Wendt om ideeën op te doen voor zijn volgende cd. Hij werd hierbij geholpen door bassist Bernhard le Sigue, die Wendt en Marc in de studio hadden leren kennen. De samenwerking mondde uit in The Art of Creating Confusing Spirits, een cd die lastig in een hokje is te plaatsen. Ook dit album werd goed ontvangen door de fans en kreeg een hoge notering in de DAC. De band ging eind 2002 weer samen met Diary of Dreams op Europa-tournee.
In 2003 kwam Sash Fiddler bij de band, wat het aantal bandleden op vier bracht. 

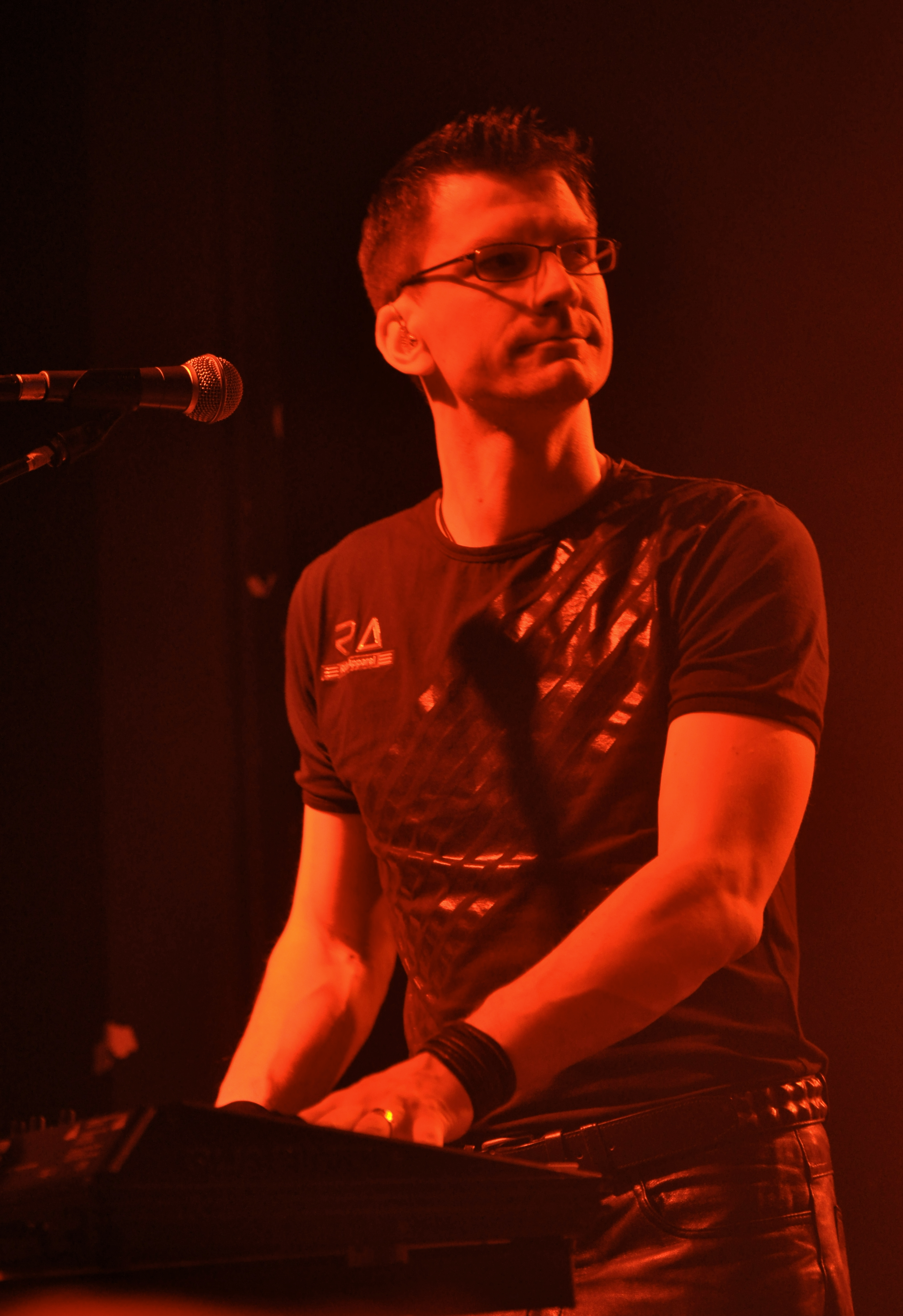
Felix Marc

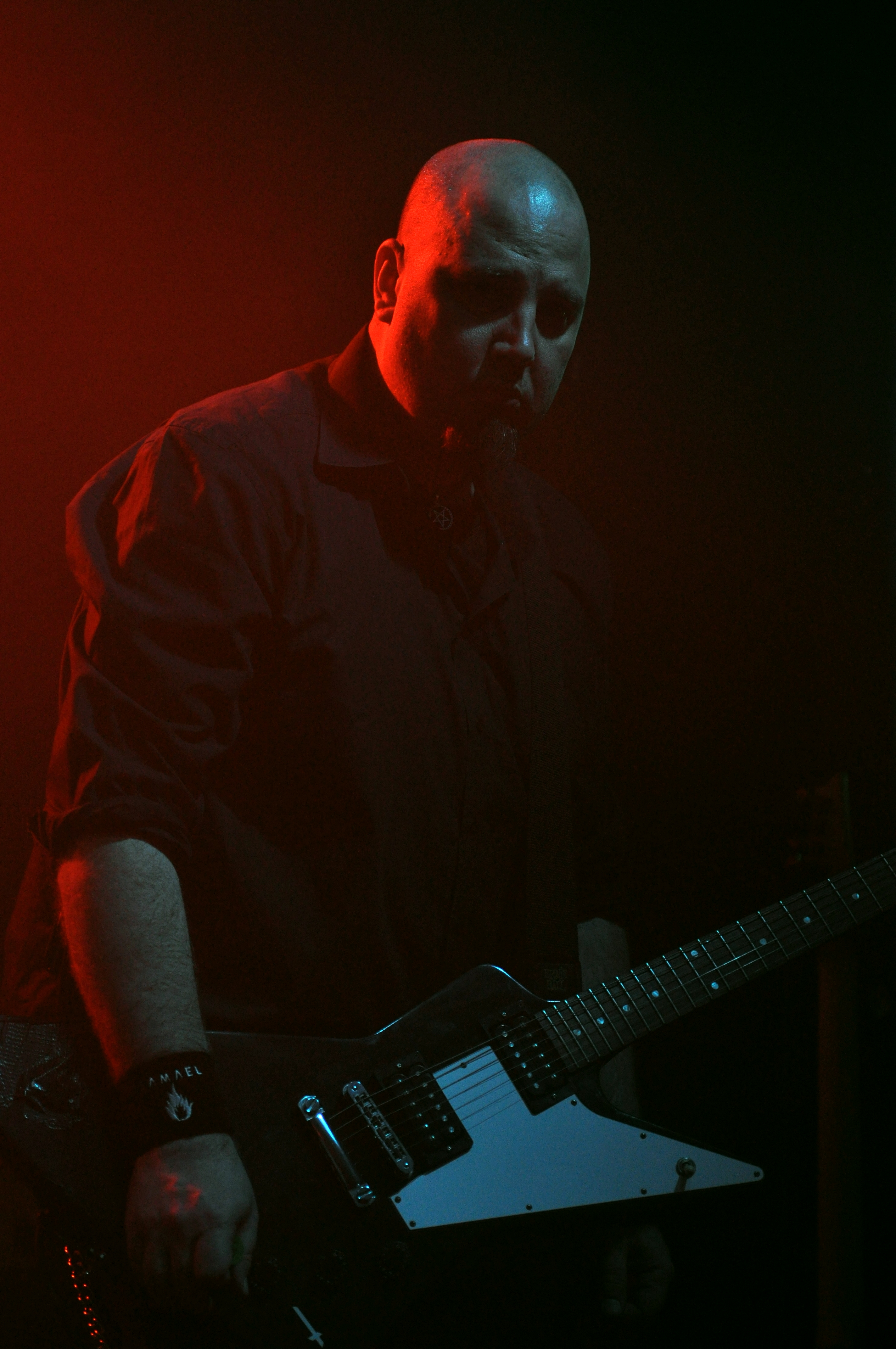
Sash Fiddler

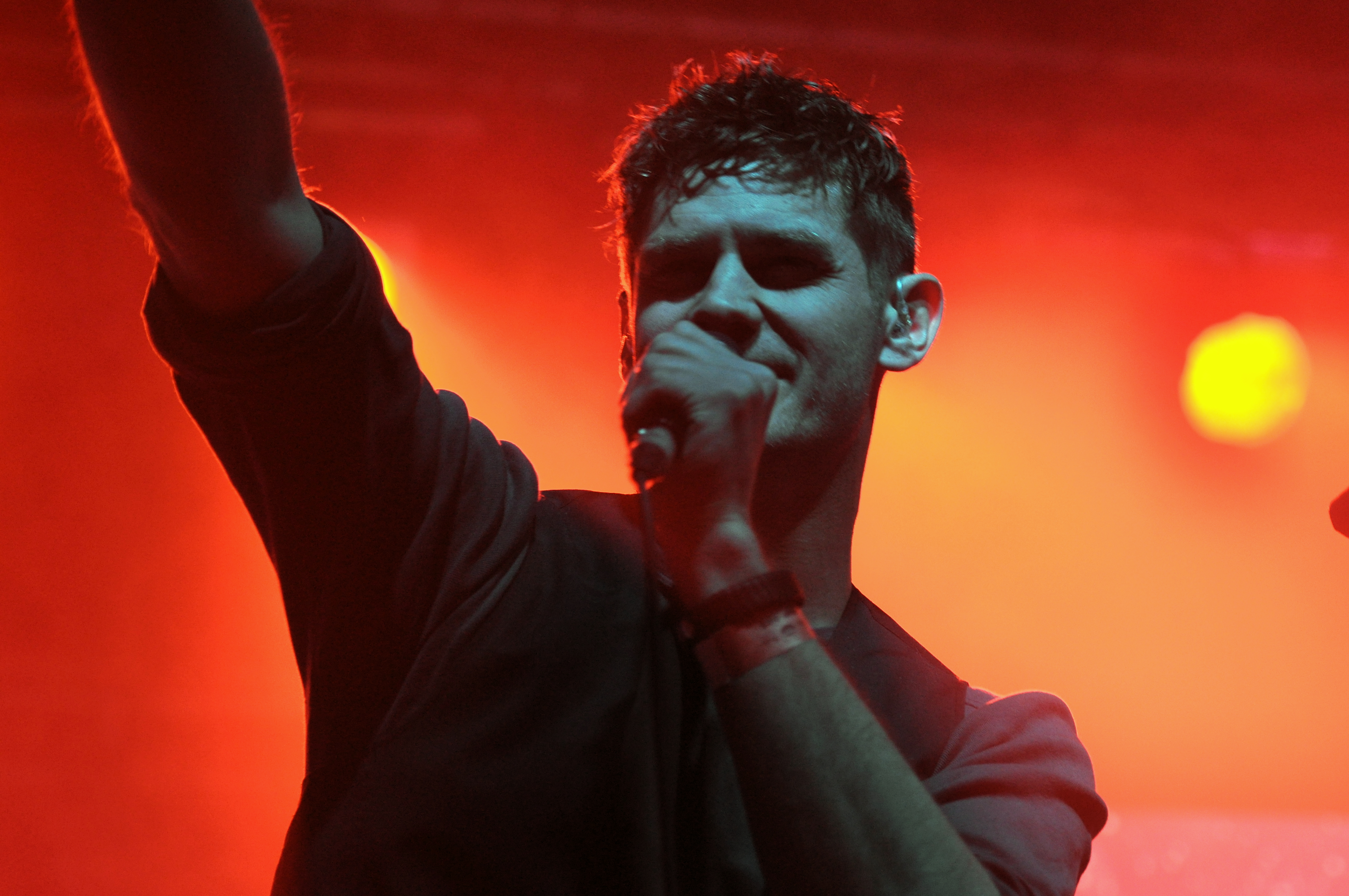
Torben Wendt

Tussen 2003 en 2005 werd het rustig om de band, maar in april 2005 bracht de band hun vierde album uit, getiteld Amaroid. Daarna ging de band op Europa-tournee, ditmaal met VNV Nation. De plaat haalde de hoogste plaats in de DAC.
Re-Pale, een herinterpretatie van oude nummers en daaraan toegevoegd enkele nieuwe stukken werd nog in hetzelfde jaar uitgebracht. Daarna ging de band op tournee en trad onder meer op in Rusland.
In oktober 2006 verliet Bernard le Sigue de band.
Na enkele remixes voor onder andere Frozen Plasma (Hypocrite), het werken aan een sampleralbum voor Accession Records - Sampler Vol. 3 (The Pulse Of Life) en een samenwerking met Painbastard (Torn) ging de band verder met het opnemen van de cd A Different Life, die in 2007 werd uitgebracht.
In 2010 verscheen het zevende studioalbum Cubed. De kubus is het hoofdthema: een afgebakende levensruimte, hetzij als een podium, een gevangenis of een schuilplaats. Het thema wordt doorgevoerd in artwork en in de podiumaankleding. Het album haalde in de Duitse alternatieve hitlijst de toppositie. In 2013 verscheen het achtste studio-album Even The Devil Doesn't Care en in 2016 verscheen Zero Soldier Army.

## Bezetting
- Torben Wendt - zang, piano, keyboard en percussie
- Felix Marc - zang, keyboard
- Bernhard le Sigue (2002–2006) - zang en basgitaar
- Sash Fiddler - gitaar
- Markus Halter - slagwerk

## Discografie
- 1997 Leaving Hollywood (demo)
- 1999 Pale (album)
- 2001 Her Liquid Arms (album)
- 2001 Device (single)
- 2003 The Art Of Creating Confusing Spirits (album)
- 2005 Amaroid (album)
- 2005 Repale (album)
- 2005 Pale (album, re-release)
- 2007 Synthesize Me (single)
- 2007 A Different Life (album)
- 2010 Cubed (album)
- 2010 Child of Entertainment (single)
- 2013 Even The Devil Doesn't Care (album)
- 2016 Zero Soldier Army (album)
- 2016 Zsa (single)